# Het Laatste Oordeel (navolger van Jheronimus Bosch)
Het Laatste Oordeel is een gravure van een navolger van de Zuid-Nederlandse schilder Jheronimus Bosch, uitgegeven door Hieronymus Cock.

## Voorstelling
De prent heeft de vorm van een drieluik. Op het 'middenpaneel' strijden engelen en demonen met elkaar over de te oordelen zielen. Linksachter worden uitverkorenen door engelen naar het paradijs geleid. Rechts slepen demonen verdoemden naar een helse burcht. Op het 'linkerluik' is het aards paradijs afgebeeld. Hier musiceren engelen voor uitverkorenen en besturen engelen een schip. Links baden figuren in de levensbron. Daarboven troont God in het hemels paradijs. Op het 'rechterluik' is de duivel te zien, tronend in de hel, waar diverse straffen worden uitgevoerd. Enkele van deze straffen kunnen in verband worden gebracht met een van de zeven hoofdzonden, zo is het levend gekookt worden in een grote pot de straf voor Avaritia (hebzucht).
Opvallend is dat Christus die op dit soort voorstellingen vrijwel altijd middenboven tronend op een regenboog het eigenlijke oordeel uitvoert, geheel ontbreekt. Onder de prent staan enkele Bijbelteksten:

Iustorum animae in manu Dei sunt, nec attingit illos cruciatus.
(Maar de zielen der rechtvaardigen zijn in Gods hand en geen kwaal raakt hen aan.)
— Wijsheid 3:1-2

Tollite o portae capita vestra attollimini fores sempiternae ut ingredietur rex ille gloriosus.
(Hef, o poorten, uw hoofden omhoog, verhef u, aloude ingangen: de koning vol majesteit wil binnengaan.)
— Psalm 24:7

Impii multabuntur pro cogitationibus suis, ut qui a d[omi]no defecerint.
(Maar de goddelozen zullen gestraft worden, gelijk zij gezind ware; want zij wijken van de Heer af.)
— Wijsheid 3:10

## Toeschrijving

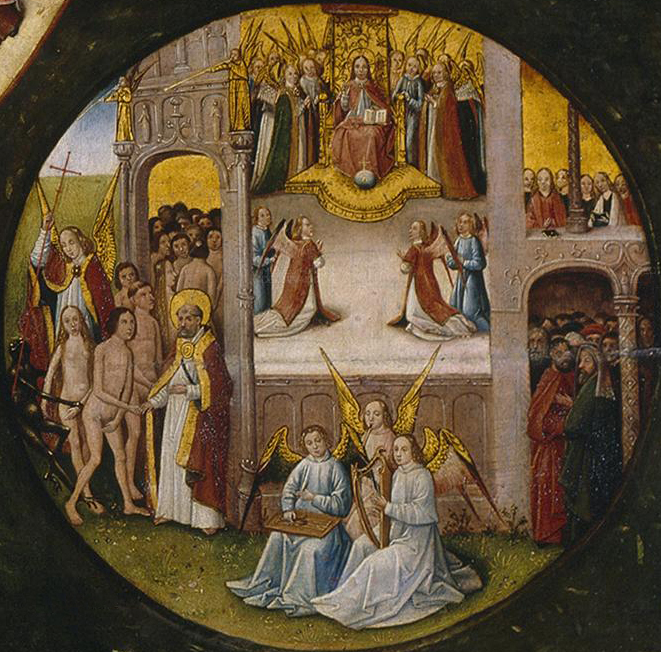
Jheronimus Bosch (of navolger). De Zeven Hoofdzonden, detail. 1500-1525. Madrid, Museo del Prado.

De naam van de graveur is onbekend. Op de prent staat wel prominent de naam van Jheronimus Bosch vermeld: ‘Hieronymus Bos inventor’ (bedenker Jheronimus Bosch). Het is echter onwaarschijnlijk dat de prent ook daadwerkelijk teruggaat op een (verloren gegaan) origineel van Bosch. De prent is eerder een 16e-eeuwse samenstelling van bestaande Boschiaanse figuren en motieven. Bosch-auteur Ludwig von Baldass vergelijkt het 'linkerluik' met dat van het Laatste Oordeel in Brugge, waarop een groot aantal vergelijkbare details voorkomen. De coulisse-achtige architectuur linksboven zijn alleen maar te vergelijken met het paradijstondo op Bosch' Zeven Hoofdzonden. Ook op het 'rechterluik' komen veel motieven van Bosch voor, met name van het Laatste Oordeel in Wenen. Het 'middenpaneel' is een combinatie van het Laatste Oordeel, dat voor het laatst gesignaleerd werd op 9 juli 2003 op een veiling bij Christie's in Londen, en het Laatste Oordeel van Alaert du Hamel.
Von Baldass schreef in 1943 dat de hele prent een kopie is naar een verloren gegaan werk van Bosch. In een latere editie komt deze bewering echter niet meer voor. In het Princeton University Art Museum bevinden zich twee tekeningen van de linker- en rechterluik. Deze tekeningen verschillen van de prent in de schaal van de figuren en de weergave van de ruimte. Waarschijnlijk zijn deze twee tekeningen gemaakt naar diverse werken van Bosch en bestemd als voorbeeld voor de graveur.

## Versies
De prent werd in eerste instantie tussen 1550 en 1570 uitgegeven door de Antwerpse uitgever Hieronymus Cock. Op deze prent staat vermeld ‘Hieronymus Cock excude[bat]’ (Hieronymus Cock heeft dit uitgegeven). In 1601 werd de inboedel van Cocks uitgeverij verkocht, waaronder ‘een coperen plaete van de Helle met 2 deueren van Jheronimus Bosch’. De prent werd vervolgens opnieuw uitgegeven door Michael Snijders als ‘Mich. Snyders excude[bat]’. Afdrukken van de prent van Cock bevinden zich tegenwoordig in het British Museum in Londen en de Koninklijke Bibliotheek van België in Brussel. Van de prent van Snyders bestaat voor zover bekend slechts één exemplaar dat in 2012 voor het laatst werd gesignaleerd bij kunsthandel Bassenge in Berlijn.